# Lia Fáil

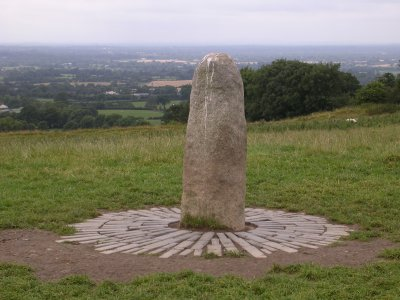
Lia Fáil tại Tara

Lia Fáil (phát âm tiếng Ireland: [ˌlʲiːə ˈfɔːlʲ], tạm dịch là "Tảng đá định mệnh"), là một tảng đá đặt tại Đồi Tấn Phong (tiếng Ireland: an Forrad) ở đồi Tara tại hạt Meath, Ireland. Tảng đá này là nơi diễn ra nghi lễ đăng quang của vua Ireland ngày xưa. Một tên khác của nó là "Tảng đá đăng quang của Tara". Theo truyền thuyết, tất cả những vị vua của Ireland cho tới Muirchertach mac Ercae (chết năm 534 CN) đều đã làm lễ đăng quang tại nơi này.